# Golf van Chatanga
De Golf van Chatanga (Russisch: Хатангский залив) is een golf of baai in de Laptevzee aan de monding van de rivier de Chatanga, ten zuiden van het schiereiland Tajmyr en ten noorden van het Noord-Siberisch Laagland.
De lengte van de golf bedraagt 220 kilometer, waar bij deze tot 54 kilometer breed wordt op het breedste punt. Door het eiland Groot-Begitsjev wordt de golf verdeeld in twee straten: de noordelijke met een breedte van 13 kilometer en de oostelijke met een breedte van 8 kilometer. De golf is maximaal 29 meter diep en heeft hoge kusten die abrupt oplopen en grillig verlopen. Het getijdenverschil bedraagt (gemiddeld) 1,4 meter. De golf is het grootste deel van het jaar bedekt met ijs.